# Уба (приток Бачата)
Уба — река в Кемеровской области России, течёт по территории Беловского района, Беловского городского округа и Ленинск-Кузнецкого района. Устье реки находится в 2 км по левому берегу реки Бачат. Длина реки составляет 24 км.

## Данные водного реестра
По данным государственного водного реестра России относится к Верхнеобскому бассейновому округу, водохозяйственный участок реки — Иня, речной подбассейн реки — бассейны притоков (Верхней) Оби до впадения Томи. Речной бассейн реки — (Верхняя) Обь до впадения Иртыша.
Код водного объекта в государственном водном реестре — 13010200612115200005615.